# Chrysops mauritanicus
Chrysops mauritanicus är en tvåvingeart som beskrevs av Costa 1893. Chrysops mauritanicus ingår i släktet Chrysops och familjen bromsar. Inga underarter finns listade i Catalogue of Life.